# Copa América 1935
Copa América 1935 – trzynaste mistrzostwa kontynentu południowoamerykańskiego (specjalna edycja, ponieważ oficjalnie turniej nie był nazwany Copa América, zwany był też turniejem na 400-lecie miasta Limy), odbyły się w dniach 6 – 27 stycznia 1935 roku po raz drugi w Peru. Reprezentacje: Boliwii, Brazylii i Paragwaju wycofały się. Do rozgrywek przystąpiły cztery reprezentacje. Grano systemem każdy, z każdym, a o zwycięstwie w turnieju decydowała końcowa tabela. Zwycięzca i druga drużyna turnieju kwalifikowały się jednocześnie do Igrzysk Olimpijskich w Berlinie 1936.

## Uczestnicy

### Argentyna
| Zawodnik                   | Klub                        |
| -------------------------- | --------------------------- |
| Jorge Alberti              | CA Huracán                  |
| Arturo Arrieta             | San Lorenzo de Almagro      |
| Ricardo Barraza            | Chacarita Juniors           |
| Fernando Bello             | CA Independiente            |
| Antonio Campilongo         | CA Platense                 |
| Agustín Cosso              | CA Vélez Sarsfield          |
| Rodolfo De Jonge           | CA Independiente            |
| Antonio De Mare            | Racing Club de Avellaneda   |
| Diego García               | San Lorenzo de Almagro      |
| Lorenzo Gilli              | San Lorenzo de Almagro      |
| Sebastián Inocencio Gualco | San Lorenzo de Almagro      |
| Miguel Angel Lauri         | Estudiantes La Plata        |
| Herminio Masantonio        | CA Huracán                  |
| José María Minella         | Gimnasia y Esgrima La Plata |
| Mariano R. Pajoni          | CA Platense                 |
| Antonio Sastre             | CA Independiente            |
| Roberto Sbarra             | Estudiantes La Plata        |
| José Scarcella             | Racing Club de Avellaneda   |
| Carlos Wilson              | Talleres Buenos Aires       |
| Vicente Antonio Zito       | Racing Club de Avellaneda   |
| Tener: Manuel Seoane       |                             |

### Chile
| Zawodnik              | Klub                |
| --------------------- | ------------------- |
| Carlos Aranda         | Audax Italiano      |
| Enrique Araneda       | Audax Italiano      |
| José Avendaño         | Deportes Magallanes |
| Moisés Avilés         | Audax Italiano      |
| Isaías Azzerman       | Audax Italiano      |
| Arturo Carmona        | Deportes Magallanes |
| Ascanio Cortés        | Audax Italiano      |
| Roberto Cortés        | CSD Colo-Colo       |
| Carlos Giudice        | Audax Italiano      |
| Guillermo Gornall     | Audax Italiano      |
| Guillermo Riveros     | Audax Italiano      |
| Eduardo Schneberger   | CSD Colo-Colo       |
| Enrique Sorrel        | CSD Colo-Colo       |
| Arturo Torres         | Deportes Magallanes |
| Quintín Vargas        | Deportes Magallanes |
| Carlos Vidal          | Deportes Magallanes |
| Conrado Welch         | CSD Colo-Colo       |
| Trener: Pedro Mazullo |                     |

### Peru
| Zawodnik              | Klub                    |
| --------------------- | ----------------------- |
| Jorge Alcalde         | Sport Boys Callao       |
| Vicente Arce          | Universitario Lima      |
| Juan Criado           | Universitario Lima      |
| Mario De Las Casas    | Atlético Chalaco Callao |
| Alberto Denegri       | Universitario Lima      |
| Arturo Fernández      | Universitario Lima      |
| Teodoro Fernández     | Universitario Lima      |
| Domingo García        | Alianza Lima            |
| Eulogio García        | Alianza Lima            |
| Jorge Góngora         | Universitario Lima      |
| José María Lavalle    | Alianza Lima            |
| Narciso León          | Alianza Lima            |
| Alberto Montellanos   | Alianza Lima            |
| José Morales          | Alianza Lima            |
| Lizandro Nué          | Sportivo Tarapacá       |
| Mario Pacheco         | Universitario Lima      |
| Juan Rivero           | Alianza Frigorífico     |
| Enrique Salas         | Atlético Chalaco Callao |
| Alfonso Saldarriaga   | Atlético Chalaco Callao |
| Carlos Tovar          | Universitario Lima      |
| Juan Valdivieso       | Alianza Lima            |
| Alejandro Villanueva  | Alianza Lima            |
| Trener: Telmo Carbajo |                         |

### Urugwaj
| Zawodnik               | Klub                      |
| ---------------------- | ------------------------- |
| Miguel Angel Andriolo  | Club Nacional de Football |
| Juan Peregrino Anselmo | CA Peñarol                |
| Enrique Ballesteros    | Rampla Juniors            |
| Braulio Castro         | CA Peñarol                |
| Héctor Castro          | Club Nacional de Football |
| Aníbal Ciocca          | Club Nacional de Football |
| Luis María Denis       | Montevideo Wanderers      |
| Enrique Fernández      | Club Nacional de Football |
| Lorenzo Fernández      | CA Peñarol                |
| Conrado Häberli        | Rampla Juniors            |
| Héctor Macchiavello    | Racing Montevideo         |
| Agenor Muñiz           | Montevideo Wanderers      |
| José Nasazzi           | Club Nacional de Football |
| Miguel Juan Olivera    | River Plate Montevideo    |
| Marcelino Pérez        | Club Nacional de Football |
| Juan Emilio Píriz      | Defensor Sporting         |
| José Alberto Taboada   | Montevideo Wanderers      |
| Erebo Zuniño           | CA Peñarol                |
| Trener: Raúl V. Blanco |                           |

## Mecze

### Argentyna–Chile
| ARGENTYNA – CHILE 4:1 (1:1) |
| --- |
| 6 stycznia 1935, Lima, Estadio Nacional (widzów 25 000)                                                                              |
| Sędzia: Miguel Serra Hurtado |
| ARGENTYNA: Bello – Wilson, Scarcella – De Jonge, Minella, De Mare (45 Pajoni) – Lauri, Sastre, Masantonio, Zito (46 García), Arrieta |
| CHILE: R.Cortés – Welch, A.Cortés – Gornall, Riveros, Araneda – Aranda, Giudice, Carmona (46 Sorrel), Vidal, Avilés                  |
| Bramki: 0:1 Carmona 8, 1:1 Lauri 28, 2:1 Arrieta 49, 3:1 García 57, 4:1 Masantonio 71                                                |

### Urugwaj–Peru
| URUGWAJ – PERU 1:0 (0:0) |
| --- |
| 13 stycznia 1935, Lima, Estadio Nacional (widzów 25 000)                                                                          |
| Sędzia: Humberto Reginatto |
| URUGWAJ: Ballestreros – Nasazzi, Muńiz – Zunino, L.Fernández, Denis – Píriz (46 Taboada), Ciocca, H.Castro, E.Fernández, B.Castro |
| PERU: Valdivieso – León, A.Fernández – Denegri, Arce, D.García – Lavalle, Villanueva, T.Fernández, Tovar (Nué), Morales           |
| Bramki: 1:0 H.Castro 80 |

### Urugwaj–Chile
| URUGWAJ – CHILE 2:1 (1:0) |
| --- |
| 18 stycznia 1935, Lima, Estadio Nacional (widzów 13 000) |
| Sędzia: José Artemio Serra |
| URUGWAJ: Ballestreros (35 Macchiavello) – Nasazzi (46 Olivera), Muńiz – Zunino, L.Fernández, Pérez (43 Denis) – Píriz, Ciocca, H.Castro, E.Fernández, B.Castro |
| CHILE: R.Cortés (Azzerman) – Welch, A.Cortés – Gornall, Riveros (Torres), Araneda – Aranda, Giudice, Carmona, Vidal, Avendańo                                  |
| Bramki: 1:0 Ciocca 33, 1:1 Giudice 54, 2:1 Ciocca 55 |

### Argentyna–Peru
| ARGENTYNA – PERU 4:1 (1:1) |
| --- |
| 20 stycznia 1935, Lima, Estadio Nacional (widzów 21 000)                                                                                                 |
| Sędzia: César Pioli |
| ARGENTYNA: Bello – Wilson, Scarcella – De Jonge, Minella, De Mare – Lauri, Sastre, Masantonio, García, Arrieta                                           |
| PERU: Valdivieso – León (De las Casas), A.Fernández – Denegri (Rivero), Arce, D.García – Lavalle, Villanueva, T.Fernández (13 Góngora), Alcalde, Morales |
| Bramki: 0:1 T.Fernández 2, 1:1 Masantonio 10, 2:1 García 50, 3:1 Masantonio 61, 4:1 Masantonio 81                                                        |

### Peru–Chile
| PERU – CHILE 1:0 (1:0) |
| --- |
| 26 stycznia 1935, Lima, Estadio Nacional (widzów 12 000)                                                                                             |
| Sędzia: Eduardo Forte |
| PERU: Valdivieso – León, A.Fernández – Denegri, Arce (E.García), D.García – Lavalle (Pacheco), Villanueva, T.Fernández, Tovar (Montellanos), Morales |
| CHILE: R.Cortés – Welch (Vargas), A.Cortés – Gornall, Torres, Araneda – Aranda, Giudice, Carmona, Vidal, Avendańo (Schneberger)                      |
| Bramki: 1:0 Montellanos 5 |

### Urugwaj–Argentyna
| URUGWAJ – ARGENTYNA 3:0 (3:0) |
| --- |
| 27 stycznia 1935, Lima, Estadio Nacional (widzów 30 000)                                                                                         |
| Sędzia: Humberto Reginatto |
| URUGWAJ: Ballestreros – Nasazzi, Muńiz – Zunino (75 Denis), L.Fernández, Pérez – Taboada, Ciocca, H.Castro, E.Fernández, B.Castro                |
| ARGENTYNA: Bello (25 Gualco) – Wilson, Scarcella – De Jonge, Minella, De Mare (31 Sbarra) – Lauri, Sastre, Masantonio, García (29 Zito), Arrieta |
| Bramki: 1:0 H.Castro 18, 2:0 Taboada 28, 3:0 Ciocca 36                                                                                           |

## Podsumowanie

### Wyniki
Wszystkie mecze rozgrywano w Limie na stadionie Estadio Nacional
| Argentyna | 4 – 1 (1-1) | Chile     |
| Peru      | 0 – 1 (0-0) | Urugwaj   |
| Urugwaj   | 2 – 1 (1-0) | Chile     |
| Peru      | 1 – 4 (1-1) | Argentyna |
| Peru      | 1 – 0 (1-0) | Chile     |
| Urugwaj   | 3 – 0 (3-0) | Argentyna |

### Końcowa tabela
| Poz | Klub      | Mecze | Zw | Rem | Por | Pkt | BrZd | BrStr |
| --- | --------- | ----- | -- | --- | --- | --- | ---- | ----- |
| 1   | URUGWAJ   | 3     | 3  | 0   | 0   | 6   | 6    | 1     |
| 2   | ARGENTYNA | 3     | 2  | 0   | 1   | 4   | 8    | 5     |
| 3   | PERU      | 3     | 1  | 0   | 2   | 2   | 2    | 5     |
| 4   | CHILE     | 3     | 0  | 0   | 3   | 0   | 2    | 7     |

Trzynastym triumfatorem turnieju Copa América został po raz siódmy zespół Urugwaju. Zwycięzca i druga drużyna – Argentyna zakwalifikowali się na Igrzyska Olimpijskie, jednak zrezygnowali z uczestnictwa z powodu problemów finansowych. W takiej sytuacji do reprezentowania Ameryki Południowej na Igrzyskach zostało wybrane Peru, które osiągnęło tam ćwierćfinał.

### Strzelcy bramek
| Gole | Piłkarze                                                         |
| ---- | ---------------------------------------------------------------- |
| 4    | Masantonio                                                       |
| 3    | Ciocca                                                           |
| 2    | García H.Castro                                                  |
| 1    | Arrieta, Lauri Carmona, Giudice Montellanos, T.Fernández Taboada |

### Sędziowie
| Mecze | Sędziowie                                                          |
| ----- | ------------------------------------------------------------------ |
| 2     | Humberto Reginatto                                                 |
| 1     | Eduardo Forte Miguel Serra Hurtado, José Artemio Serra César Pioli |